# Józef Mann
Józef Mann (ur. 24 lutego 1883 we Lwowie, zm. 5 września 1921 w Berlinie) – polski śpiewak operowy, doktor nauk prawnych, sędzia.

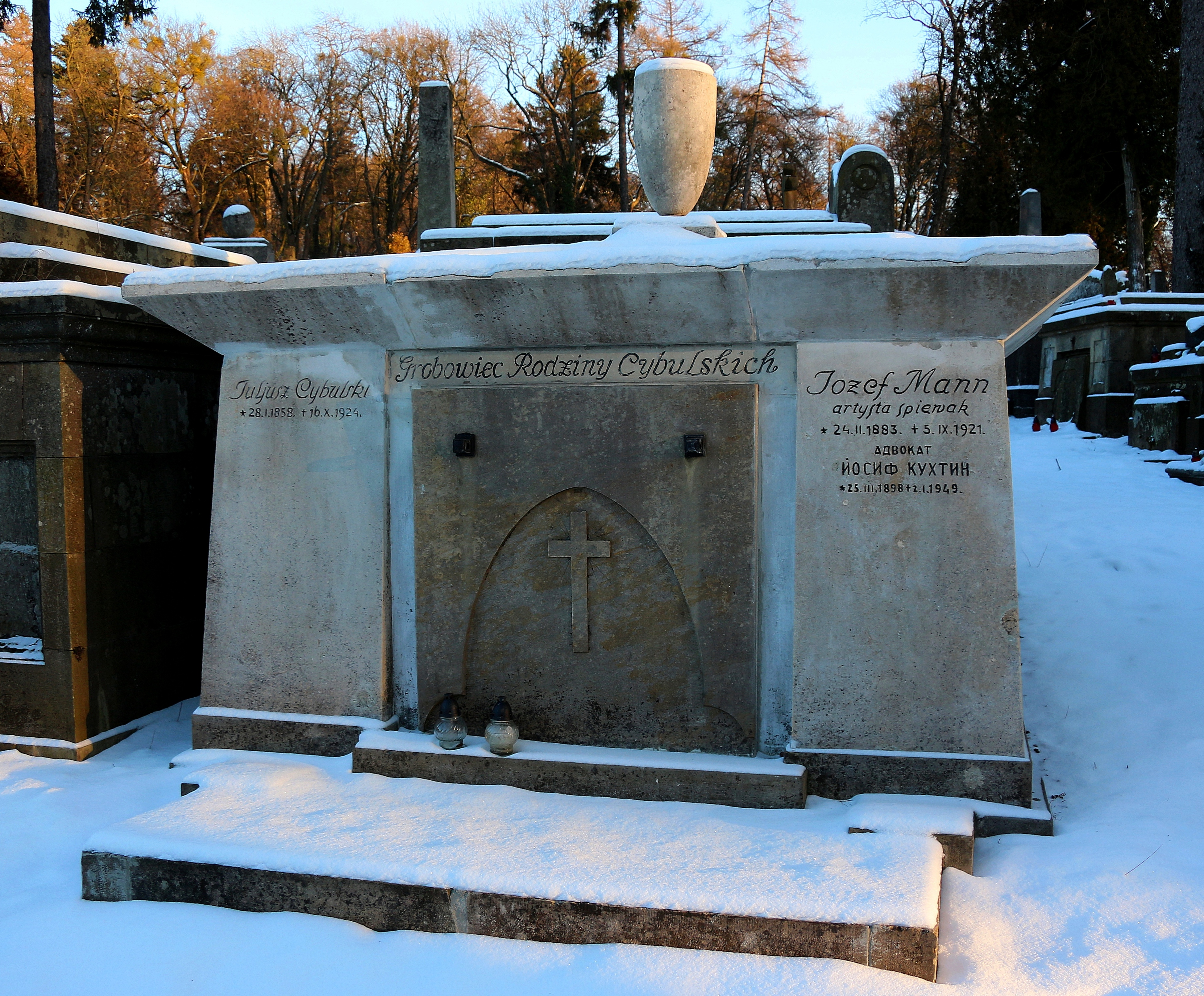
Grobowiec Cybulskich – miejsce pochówku Józefa Manna

## Życiorys
Był synem Rudolfa Manna i Emilii z domu Karge, pochodzących z Nadrenii kolonistów niemieckich osiadłych we Lwowie. Wyrastał w domu, w którym muzykę i teatr darzono szczególnym upodobaniem. Trzy siostry – Wilhelmina, Paulina i Fryderyka – po ukończeniu szóstego roku życia rozpoczęły naukę gry na fortepianie. Józef, jak i jego najstarszy brat Wilhelm, uczyli się w latach szkolnych gry na flecie (Wilhelm także na skrzypcach) u profesora Józefa Fredla. Józef zaczął śpiewać w VII klasie gimnazjalnej, brał udział w szkolnych chórach kościelnych. To wówczas zwrócono uwagę na jego walory głosowe i nieprzeciętny talent, zachęcając go do nauki śpiewu. W 1901 zdał maturę i rozpoczął studia prawnicze na Uniwersytecie Lwowskim. W tym okresie śpiewał barytonem. Biorąc udział w niedzielnych koncertach w katedrze ormiańskiej, śpiewał partie solowe przy akompaniamencie Stanisława Fiszera – organy i brata Wilhelma – skrzypce. Po ukończeniu studiów prawniczych na Wydziale Prawa Uniwersytetu Lwowskiego podjął pracę jako aplikant w sądzie lwowskim przy ulicy Batorego.
Od 1906 kontynuował studia śpiewacze u prof. Walerego Wysockiego, traktując je jako uzupełnienie wykształcenia ogólnego. Tu spotkał sławnych wówczas śpiewaków operowych, którzy zachęcali go do poświęcenia swojej przyszłości, karierze scenicznej. W latach 1906–1909 występował kilkakrotnie na koncertach np. w 1908 brał udział w amatorskim wystawieniu Verbum nobile Moniuszki, śpiewając partię barytonową Stacha. Tak zaczęła się podwójna praca Józefa Manna – kończył przygotowania do egzaminu sędziowskiego i jednocześnie zaczął uczyć się pierwszej roli operowej. Dyrektorem ówczesnego teatru lwowskiego był Ludwik Heller, zaś pierwszą towarzyszącą mu partnerką sceniczną była Jadwiga Dębicka. Debiutował 25 października 1909, zdobył uznanie publiczności, a ówcześni krytycy teatralni – Niewiadomski i Walter – na łamach lwowskiej „Gazety Porannej” podkreślali wielkie walory głosowe, wyraźną dykcję i piękną oraz szczerą grę sceniczną Józefa. W 1910, śpiewając tenorem, wystąpił w Aidzie Verdiego w roli Radamesa. Partnerowała mu Irena Hellerowa. Rozpoczął wielką karierę tenora. Z tego okresu pochodzą też, nagrywane we Lwowie, pierwsze płyty gramofonowe.
Z początkiem sezonu 1910/1911 podpisał dwuletni kontrakt z lwowskim Teatrem Wielkim, występował w operze Carmen Bizeta. W tym okresie kontynuował studia muzyczne u mistrza Guagni w Mediolanie. W 1912 został zaproszony do występu w Hofoper w Wiedniu, po którym dostał propozycję i podpisał trzyletni kontrakt z Volksoper. Sezon operowy 1915/1916 spędził w Wiesbaden. W latach 1916–1919 śpiewał w operze w Darmstadt. W tym okresie występował też w Pradze, Bukareszcie, Dreźnie, Stuttgarcie, Berlinie i Monachium.
W 1919 przeniósł się z żoną, Janiną Cybulską, do Berlina, ponieważ podpisał dwuletni kontrakt z tamtejszą operą. Podczas tego pobytu nagrał wiele płyt gramofonowych. W czasie występów w Berlinie doszło do spotkania z przedstawicielami Metropolitan House Metropolitan Opera z Nowego Jorku, którzy zaproponowali mu pięcioletni angaż. Było to w czasie, gdy Enrico Caruso złożony ciężką chorobą wycofał się ze sceny. Józef Mann przygotowywał się do występów w języku angielskim, pracując nad główną rolą w operze Miasto umarłych. Podróż do Ameryki zaplanował na dzień 18 października 1921. Przed wyjazdem miał wziąć jeszcze udział w czterech spektaklach w Berlinie. Drugim przedstawieniem, w którym śpiewał była Aida. 5 września 1921, podczas tego przedstawienia, po skończeniu II aktu, przy schodzeniu ze sceny doznał ataku serca i zmarł. Został pochowany w grobowcu rodziny Cybulskich na Cmentarzu Łyczakowskim we Lwowie.
Był stryjem Kazimierza Manna, Tadeusza Manna i Romana Manna, stryjecznym dziadkiem Wojciecha Manna.